# جيمس ماكوش
جيمس ماكوش (بالانجليزية: James McCosh) (1 أبريل عام 1811 - 16 نوفمبر عام 1894)، فيلسوف في المدرسة الاسكتلندية للحس السليم. شغل منصب رئيس جامعة برينستون 1868-88.

## أعماله الفلسفية
تبنى ماكوش بشكل أساسي موقف توماس ريد وغيره من فلاسفة المدرسة الاسكتلندية للحس السليم. نفى أن تكون معتقداتنا حول طبيعة العالم الخارجي قائمة على استنتاجات سببية أو غيرها من الاستنتاجات النابعة من الأفكار الإدراكية، في حين أنه رأى أنها المرافق المباشر للإحساس، وبالتالي فهي ليست عرضةً للتساؤل. دعا ماكوش أيضًا إلى الطبيعة المسبقة للمبادئ الأساسية مثل مبادئ السببية والأخلاق. تنظم هذه المبادئ أحكامنا ومعارفنا الأخرى، وإن كان ذلك لا يعني أن الجميع على علم بها؛ إذ يمكن الوصول إليها من خلال التفكير في تجربتنا، عندما يتم التعرف عليها على أنها ضرورية بشكل واضح. في نظريته الأخلاقية، على وجه الخصوص، اختلف ماكوش عن العديد من معاصريه في كونه غير متأثر نسبيًا بكانط.

## نظرية التطور
ركز ماكوش في عمله الأصلي على محاولة التوفيق بين نظرية التطور والمسيحية. في عام 1874، نشر عالم اللاهوت والزعيم الفكري في المدرسة المشيخية في برينستون، تشارلز هودج، مقالًا بعنوان ما هي الداروينية؟، مدعيًا بأن الداروينية، في جوهرها، تعني الإلحاد. بالنسبة لهودج، خالفت الداروينية مفهوم التصميم وبالتالي فإنه الإلحاد بشكل واضح. حددت آراء هودج موقف المدرسة حتى وفاته في عام 1878. رفض هودج ببساطة قبول أن القوانين الطبيعية وحدها يمكن أن تخلق كائنات حية معقدة تتلاءم مع مجالاتها بشكل تام، ذلك أن التطور يمكن أن يفسر أصول الأشياء. على الرغم من أنه لم يعتبر أن جميع الأفكار التطورية تتعارض مع الدين، إلا أنه كان مهتمًا بتدريسها في الكليات. في هذه الأثناء في كلية المدينة (مؤسسة منفصلة تمامًا) رفض الرئيس جون ماكلين أيضًا نظرية داروين للتطور. لكن في عام 1868، أصبح ماكوش رئيسًا للكلية. أدرك ماكوش أنه من الممكن إثبات صحة الكثير من النظريات الداروينية، ولذلك فقد سعى جاهدًا لإعداد المسيحيين لهذا الحدث. بدلًا من الصراع بين العلم والدين، سعى ماكوش إلى المصالحة بينهما. أصر ماكوش على مبدأ التصميم في الطبيعة وفسر الاكتشافات الداروينية على أنها دليل أكبر على الترتيب المسبق والمهارة والغرض في الكون. لذلك شرح بأن الداروينية لا تعني الإلحاد وليست عداء لا يقبل المساومة ضد الكتاب المقدس. وهكذا جادل ماكوش بأن التطور، بعيدًا عن تعارضه مع الإيمان بالتصميم الإلهي (الحجة الغائية)، فإنه يمجد المصمم الإلهي (على سبيل المثال كتاب المسيحية والفلسفة الوضعية)، معتقدًا أن الطبيعة مرتبطة تمامًا بالقوانين الطبيعية الواردة في مفهوم المحايثة. لاقى هذا الجانب من عمله شعبية واسعة بين معظم رجال الدين المشيخيين، الذين وجدوا حججه مفيدة في محاولاتهم للتعامل مع الفلسفة العلمية. وهكذا يمكن للمشيخيين في أمريكا الاختيار بين مدرستين فكريتين حول التطور، وكلاهما مقرهما في جامعة برينستون. احتفظت المدرسة بمنصب هودج حتى تم الإطاحة بأنصاره في عام 1929، وأصبحت الكلية (جامعة برينستون) مركزًا عالميًا لعلم الأحياء التطوري الجديد.
جسد الجدل بين ماكوش كرئيس للكلية وتشارلز هودج، رئيس مدرسة برينستون، خلال أواخر ستينيات وسبعينيات القرن التاسع عشر مثالًا على الصراع الكلاسيكي بين العلم والدين حول مسألة نظرية التطور لداروين. طرح ماكوش أول تأييد علني لنظرية التطور من قِبَل زعيم ديني أمريكي. ومع ذلك، أظهر الرجلان أوجه التشابه فيما يتعلق بمسائل العلم والدين بشكل أوسع مما كان سائدًا. أيّد كلاهما الدور المتزايد للبحث العلمي في التاريخ الطبيعي وعارض فكرة تدخله في الفلسفة والدين. أثار هذا النقاش حيوية الجدال الكلية.
انتُخب لعضوية الجمعية الأمريكية للفلسفة في عام 1871.